# British Waterways

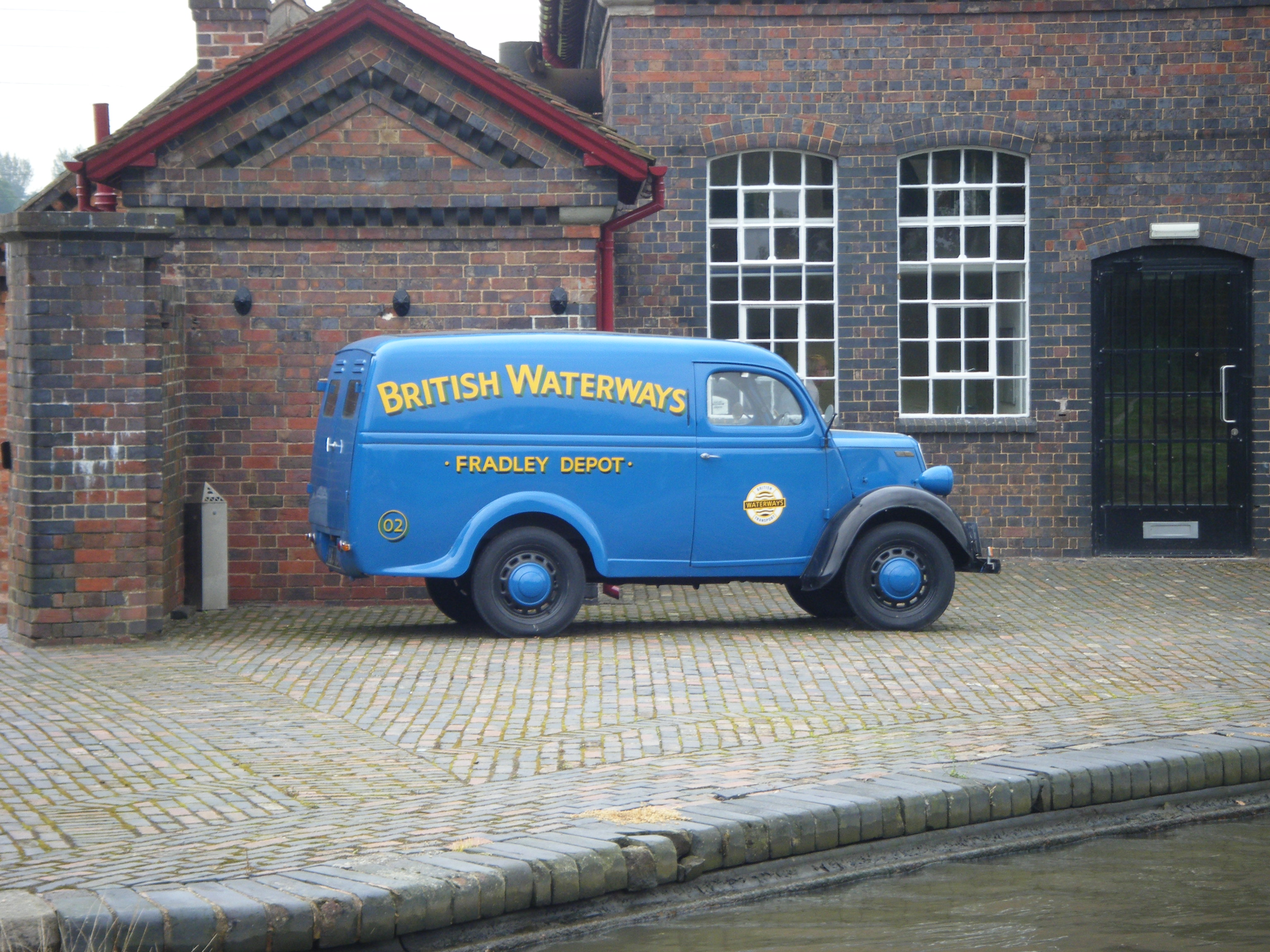
British Waterways: Behördenfahrzeug (Ford E83W Van) vor der ehemaligen Kanalmeisterei in der Schleusenstaffel bei Hatton, Grand-Union-Kanal

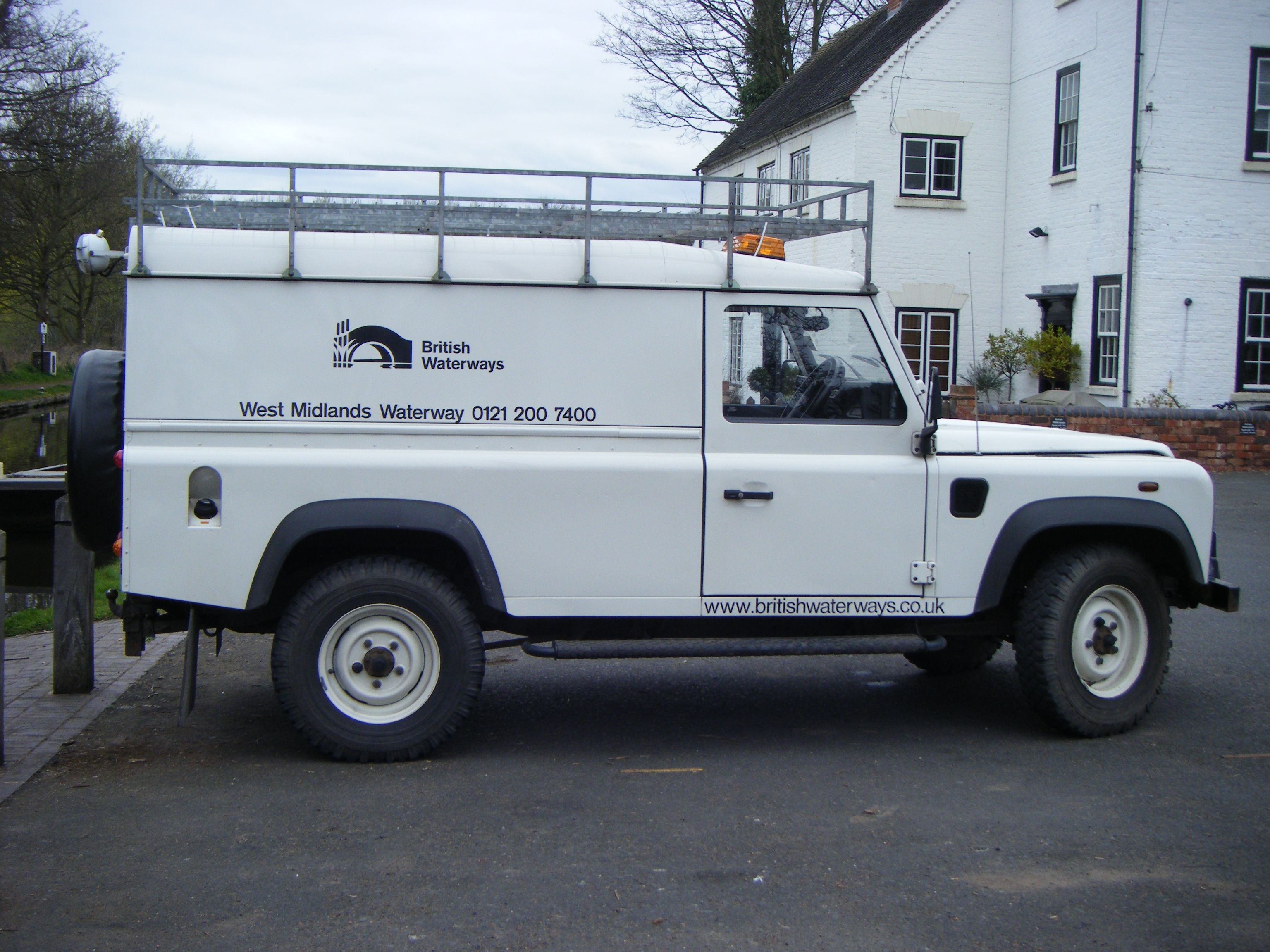
British Waterways: Behördenfahrzeug (Landrover) vor der Kanalmeisterei beim Stewponey Lock, Staffordshire-und-Worcestershire-Kanal

British Waterways war eine Körperschaft des öffentlichen Rechts in Großbritannien und zu 100 % in Regierungseigentum. Sie war zuständig für die Verwaltung und Bewirtschaftung nahezu aller Schifffahrtskanäle sowie einzelner schiffbarer Flüsse und Hafenanlagen in England, Schottland und Wales. British Waterways wurde 1962 unter dem Namen British Waterways Board gegründet. Zum 2. Juli 2012 stellte British Waterways den Betrieb ein. Deren Aufgaben übernahm die gemeinnützige Stiftung Canal & River Trust.
Mit Stand 2008 war sie für rund 3450 Kilometer Wasserwege zuständig, die zum Teil über 200 Jahre alt sind. Im Gegensatz zu kontinentaleuropäischen Kanälen fahren allerdings auf den ehemals von British Waterways bewirtschafteten Wasserstraßen seit der Mitte des 20. Jahrhunderts nahezu keine Frachtschiffe mehr, sondern fast ausschließlich Freizeitschiffe, besonders sogenannte Narrowboats.

## Geschichte

### Verstaatlichung der Kanäle im 20.Jahrhundert
Nachdem der Frachtverkehr auf den beinahe ausschließlich von Privatfirmen betriebenen britischen Kanälen in der ersten Hälfte des 20. Jahrhunderts aufgrund zunehmender Konkurrenz durch den Straßengüterverkehr dramatisch abgenommen hatte, wurde 1948 nahezu das komplette Kanalnetz sowie die meisten sonstigen Binnenwasserstraßen zusammen mit der Eisenbahn verstaatlicht und einer Behörde namens British Transport Commission unterstellt.

### Der Transport Act 1962

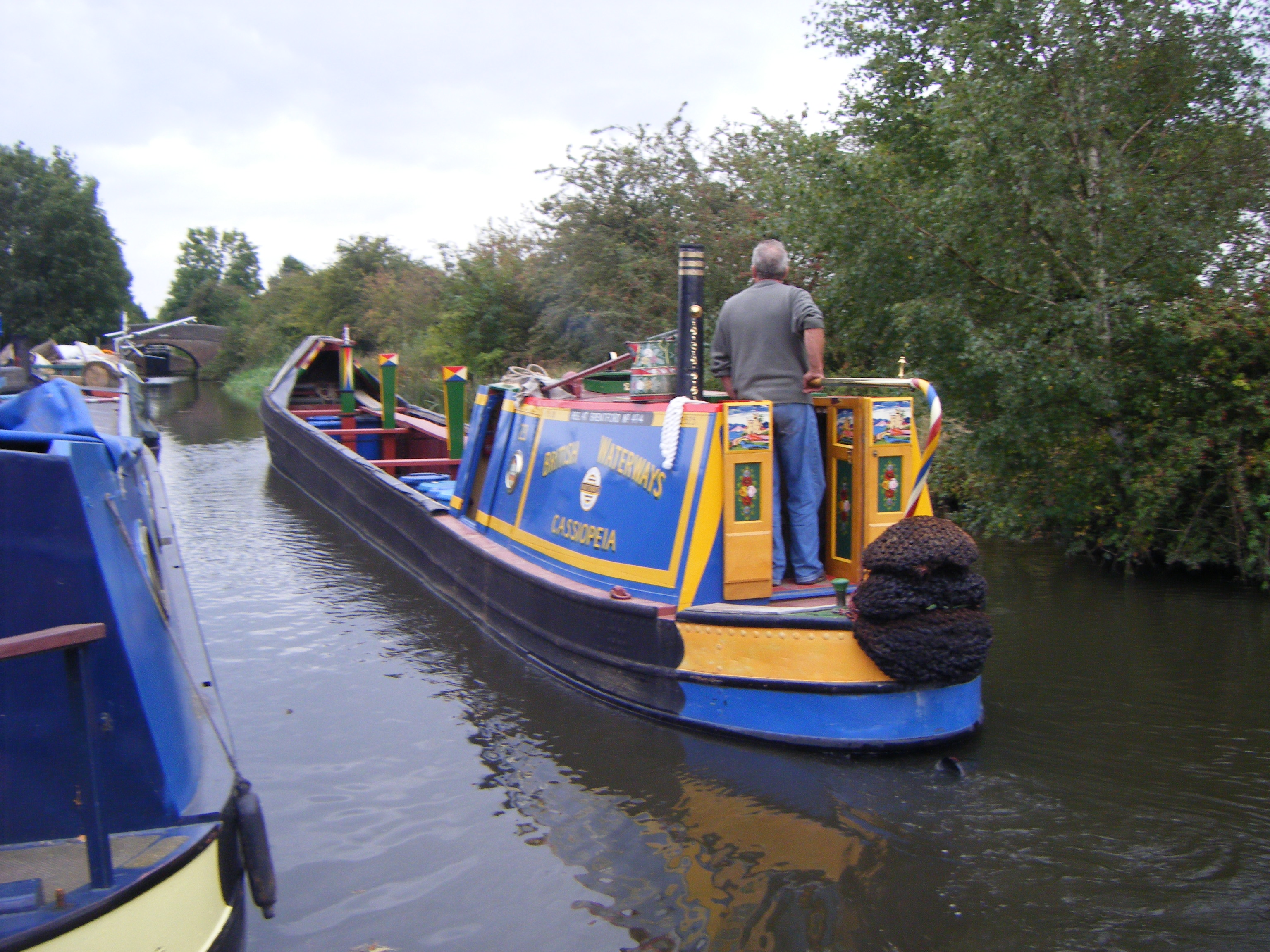
British Waterways: restauriertes „British Waterways Transport“-Narrowboat auf dem Birmingham-und-Fazeley-Kanal, Oktober 2008

Durch den Transport Act 1962 wurde die British Transport Commission im Jahre 1963 wieder aufgelöst, und das ein Jahr zuvor eigens zu diesem Zweck gegründete British Waterways Board übernahm die Zuständigkeit für die Wasserstraßen. Der außergewöhnlich harte Winter 1962/63, der die Kanäle wochenlang zugefroren hielt, war mit ein Grund dafür, dass das British Waterways Board den kommerziellen Verkehr auf den sog. Narrowboat-Kanälen formell für beendet erklärte. Zu diesem Zeitpunkt war die nutzbare Länge des Kanalnetzes bereits auf etwa die Hälfte des Standes im frühen 19. Jahrhundert geschrumpft.

### Der Transport Act 1968
Im Rahmen des Transport Act 1968 wurden die noch verbliebenen Wasserwege in drei Kategorien eingeteilt:
- Commercial – Wasserwege, auf denen ein kommerzieller Verkehr noch möglich schien
- Cruising – Wasserwege, die zur Nutzung für Freizeitzwecke (Befahren mit Privatbooten, Angeln etc.) geeignet waren
- Remainder – Wasserwege, die weder kommerziell noch für Freizeitzwecke nutzbar erschienen.

British Waterways wurde durch den Transport Act dazu verpflichtet, als Commercial und Cruising eingestufte Wasserwege für den jeweiligen Verwendungszweck zu erhalten, allerdings mit so geringen Kosten wie möglich. Als Remainder eingestufte Wasserwege mussten hingegen nicht in einem befahrbaren Zustand gehalten werden, sie durften auch geschlossen werden.